# Ochsenkrieg 1421–1422
Der Ochsenkrieg 1421–1422 war eine militärische Auseinandersetzung zwischen der Grafschaft Haag unter Georg III. und dem Herzogtum Bayern-Landshut unter Heinrich XVI. in den Jahren 1421 bis 1422.

## Verlauf
Von 1420 bis 1422 tobte der Bayerische Krieg zwischen Heinrich von Bayern-Landshut und seinem Cousin Ludwig VII. dem „Gebarteten“ von Bayern-Ingolstadt. Graf Georg III. aus dem Geschlecht der Fraunberger versuchte dies auszunutzen und mit dem Krieg gegen Heinrich die Macht seiner Grafschaft Haag auszubauen. Trotz überraschender militärischer Siege gegen den niederbayerischen Herzog brachte ihm dieser Krieg letztlich nichts ein. 1421 stürmte Georg mit seinem Haager Haufen die Burg Giebing und brannte sie nieder; er nahm das stark befestigte Dorfen ein. 1422 brannte er die Hofmarken Eberspeck und Schrenk bei Erding und mehrere Dutzend niederbayerische Dörfer nieder, ehe er mit seinem gepanzerten Schlachtross im Sumpf des Starzelbach-Mooses versank und von Truppen des Herzogs gefangen genommen wurde. Er wurde erst gegen Zahlung eines Lösegeldes freigelassen.

## Literarische Rezeption
Der Ochsenkrieg, ein 1914 erschienener Roman von Ludwig Ganghofer, hat den Konflikt als geschichtlichen Hintergrund.